# Andrew Clyde
Andrew Scott Clyde, född 22 november 1963 i Walkerton i Ontario, är en amerikansk affärsman och politiker (republikan). Han är ledamot av USA:s representanthus sedan 2021.
Clyde avlade 1985 kandidatexamen vid Bethel College i Indiana och 1999 MBA-examen vid University of Georgia. Clyde har också studerat vid University of Notre Dame och tjänstgjort i USA:s flotta.
Clyde besegrade Matt Gurtler i republikanernas primärval inför kongressvalet 2020 och i själva kongressvalet besegrade han demokraten Devin Pandy. Han äger vapenbutiken Clyde Armory i Athens.